# Compsus elegans
Espèce
Compsus elegans est une espèce de coléoptères de la famille des Curculionidae, de la sous-famille des Entiminae et de la tribu des Eustylini.

## Étymologie
Le nom vient du grec "compsos" qui signifie 'élégant/joli' et du latin "elegans" qui signifie 'élégant'.